# Mohamed El Asmi
Mohamed El Asmi, né le 24 décembre 1907 à Tunis et décédé le 21 juin 1971, est une personnalité du football tunisien.
Natif du quartier de Bab Jedid, passé par l'École normale de Tunis, il figure parmi les cadres de l'éducation nationale.
Il remplit durant de longues années de multiples fonctions au sein du bureau directeur du Club africain dont il assure la présidence à deux reprises, en 1953-1954 et 1957-1958. Il recrute notamment Fabio Roccheggiani en tant qu'entraîneur de l'équipe de football.